# Armadale (West-Australië)
Armadale is een voorstad van West-Australiës hoofdstad Perth. Het ligt aan het kruispunt van de South Western Highway en de Albany Highway. In 2021 telde Armadale 13.415 inwoners.

## Geschiedenis
De Nyungah Aborigines waren de oorspronkelijke bewoners van de streek.
Vijf maanden na de stichting van de kolonie aan de rivier de Swan in 1829 koos een expeditie onder leiding van gouverneur James Stirling op de oevers van de rivier Canning een plaats voor een nieuwe nederzetting. Stirling noemde de plaats Kelmscott ter ere van aartsdiaken Thomas Scott die de anglicaanse kerk stichtte in de nieuwe kolonie. Scott was geboren in het plaatsje Kelmscott in Engeland. In de streek rond Kelmscott werd land in cultuur gebracht. Er werden runderen, melkkoeien, geiten, paarden, kippen en varkens gekweekt en tarwe, haver, gerst en groenten geteeld.
Een ruig bospad liep in zuidelijke richting langs het plaatsje naar de nederzetting aan de King George Sound, het latere Albany. In 1836 werd begonnen met de aanleg van een nieuwe weg naar Albany. In de jaren 1850 werd de weg verbeterd door gevangenen. De weg werd eerst King George Sound Road genoemd, vervolgens Albany Road en uiteindelijk Albany Highway. In 1871 werd het district onder het bestuur van de Canning Roads Board gebracht. Er ontwikkelde zich een houtindustrie die jarrah en wandoo oogstte en verwerkte tot telegraafpalen en tot dwarsliggers voor de spoorwegen. Ten oosten van de Darling Scarp waren sandelhoutsnijders actief.
In de jaren 1890 werd in de streek de South Western Railway aangelegd. Er kwam een spooraansluiting in Kelmscott en een in Armadale. De spooraansluiting Armadale werd vernoemd naar een schots dorp. De aanleg en het openen van de lijn lokte veel nieuwe inwoners naar de streek. Op 14 december 1894 werd de Kelmscott Roads Board District afgesplitst van de Cannings Road Board. In 1898 opende het eerste post- en telegraafkantoor van Armadale en in 1901 het eerste basisschooltje. De Armadale Brick Works ging van start in 1902. Op 26 februari 1906 werd de plaats Armadale officieel gesticht. Het jaar daarop veranderde de Road Board van naam en werd de Armadale-Kelmscott Roads Board. In 1907 werd een spoorweg naar Fremantle aangelegd.
De crisis van de jaren 30 had nogal een impact in de streek. De meeste houtbedrijven en de Armadale Brick Works sloten de deuren. De overheid begon met de aanleg van een stuwdam in de rivier Canning om de bevolking aan het werk te zetten. Toen de economie terug aantrok in de tweede helft van de jaren 1930 werden een aantal sociale en publieke gebouwen neergezet waaronder de Armadale District Hall. De Canning Dam werd geopend in 1940. In de jaren 1950 werd er elektriciteit aangelegd, kreeg Armadale een nieuw politiestation, een nieuwe bibliotheek en een eerste secundaire school. De Roads Board werd de Shire of Armadale-Kelmscott in 1961. Nog in de jaren 1960 werd er in Armadale een ziekenhuis geopend en ging de spoorweg naar Fremantle uit dienst. In de jaren 1970 kwamen er meerdere scholen en winkelcentra bij. De Shire of Armadale-Kelmscott werd de Town of Armadale in 1971. In 1980 werd een zwembad geopend en in 1985 werd de Town of Armadale de City of Armadale. In 2004 kreeg Armadale een nieuw spoorwegstation.

## Toerisme
Het Perth Hills Armadale Visitor Centre is in Armadale gevestigd en biedt informatie over activiteiten en bezienswaardigheden in de omgeving:
- Het Araluen Botanic Park is een arboretum gelegen in de Darling Scarp.
- In het Armadale Reptile and Wildlife Centre kan men een tweehonderdtal reptielen en een honderdvijftig tal andere dierensoorten bekijken. De meeste dieren worden binnen gebracht vanwege het reddings- en revalidatieprogramma.
- Armadale is de toegangspoort tot de Perth Hills, een streek in de Darling Scarp. Ze staat bekend om de vele uitgestippelde wandelingen, wijngaarden, golfterreinen, watervallen en nationale parken
- Het Bert Tyler Vintage Machinery Museum en het Armadale Outpost Telegraph Centre and Museum of Communication stellen industrieel erfgoed tentoon.
- Het History House Museum in het Minnawarra Park is een streekmuseum.

## Transport
Armadale ligt langs het kruispunt tussen de Albany Highway, de South Western Highway en Armadale Road.
De Armadale Line is een spoorweg van Perth tot Armadale en wordt vervolgens de South Western Railway tot in Bunbury.
Aan het spoorwegstation stoppen de bussen van Transperth, een publieke vervoersmaatschappij die Perth en de voorsteden daarvan bedient.